# Walter Schembs

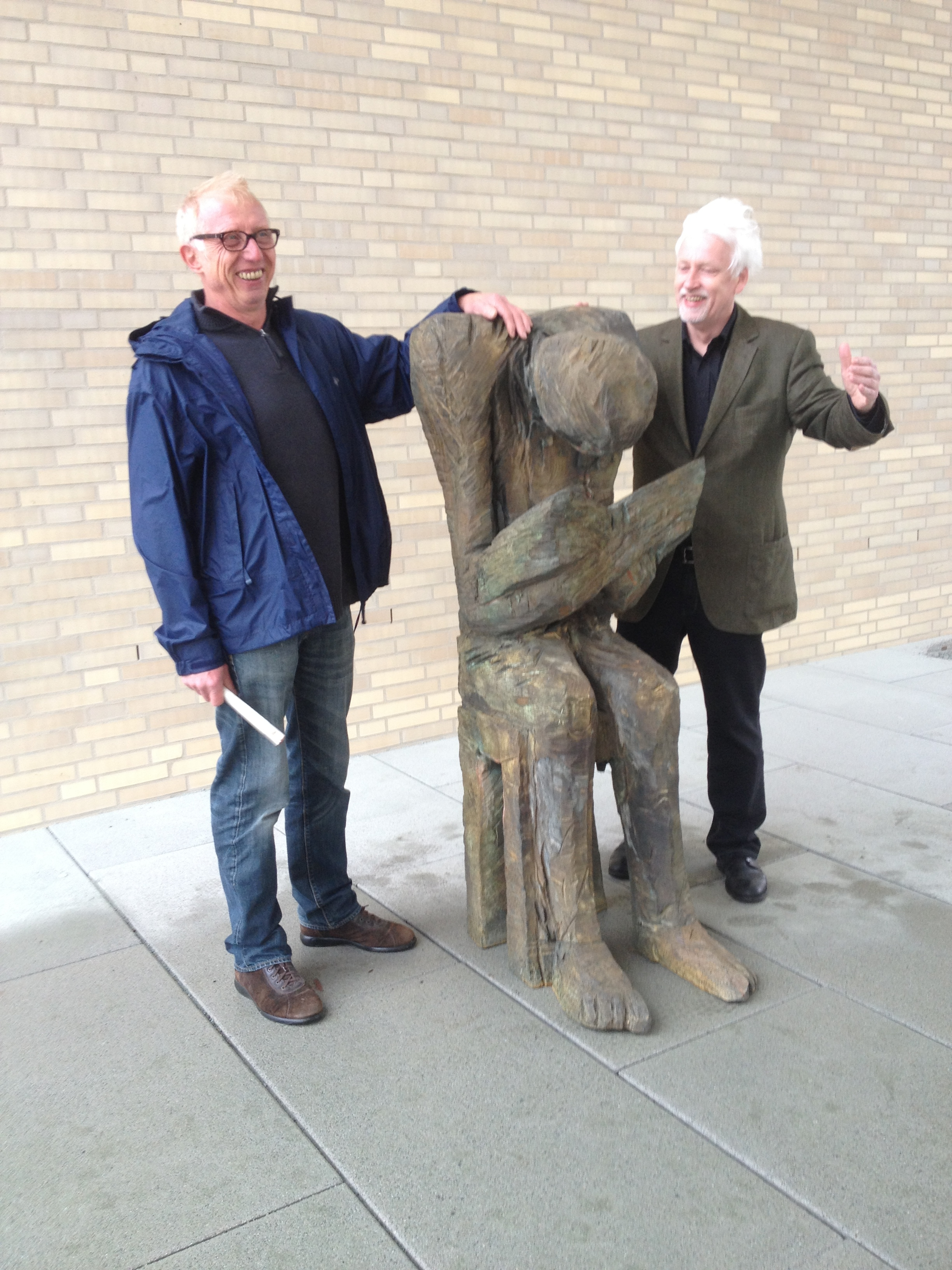
Walter Schembs neben seiner Plastik Lesender vor dem Neubau der ULB Darmstadt (2013), rechts der Galerist Claus Netuschil

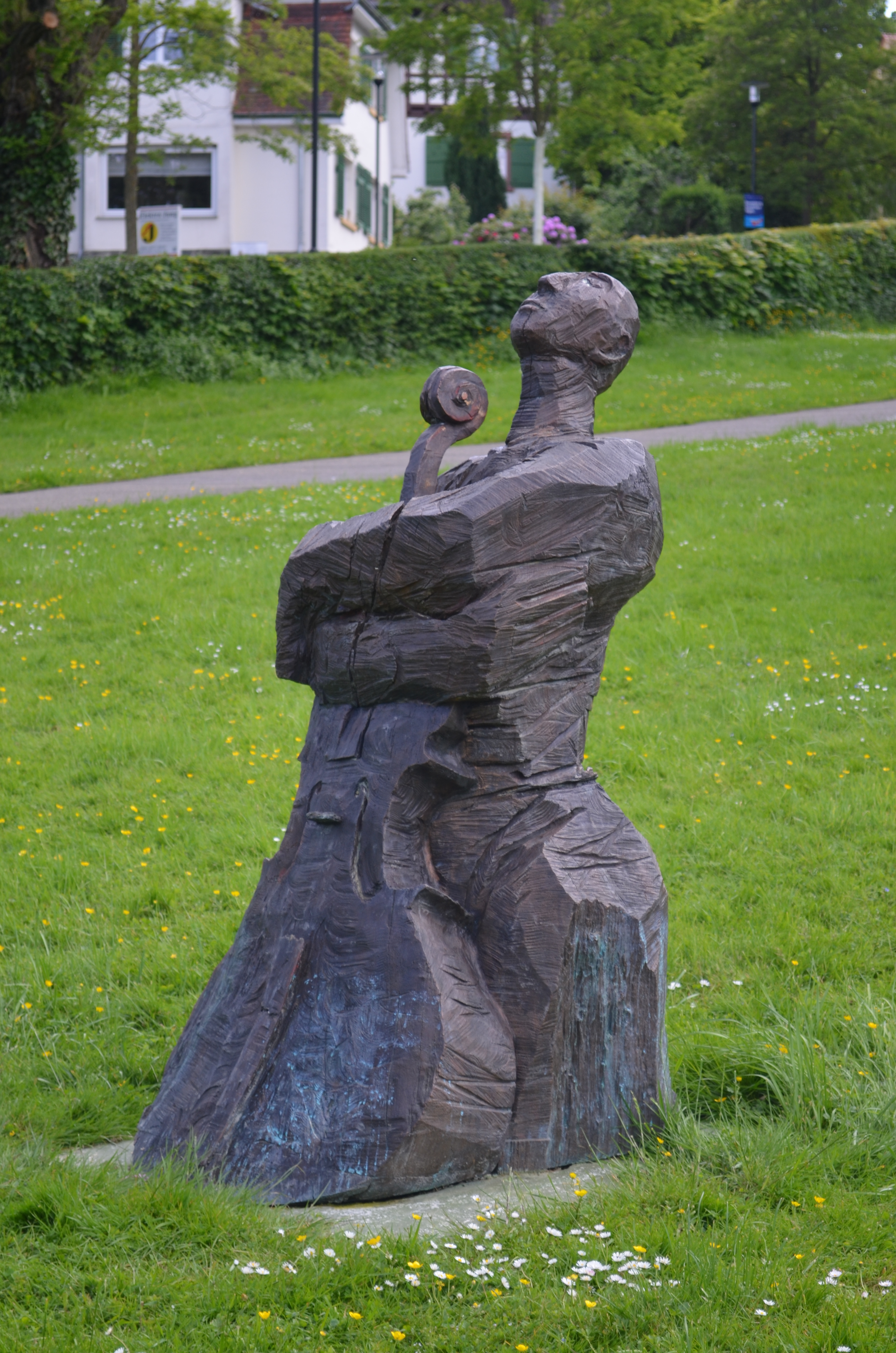
Walter Schembs Skulptur Dem Himmel entgegen – Hommage à Pablo Casals im Kronberger Viktoriapark zum 20-jährigen Bestehen der Kronberg Academy (2013)

Walter Schembs (* 18. August 1956 in Worms) ist ein deutscher Bildhauer.

## Leben
Schembs wurde 1956 in Worms als Sohn eines Küfers und Wagnermeisters geboren. Die Werkstatt seines Vaters und Großvaters hatten vermutlich einen prägenden Einfluss auf sein weiteres Leben. Nach der Schule absolvierte er eine kaufmännische Lehre zwecks der Mitarbeit im väterlichen Betrieb. Nach dem Tod seines Vaters arbeitete er als Zahntechniker, hier machte er erste Erfahrungen mit dem Metallguss. In den 1980er Jahren restaurierte er denkmalgeschützte Häuser in der Region um Worms. Von 1983 bis 1985 absolvierte er eine Tischlerlehre, die ihn seiner Berufung als Bildhauer näher brachte. Von 1985 bis 1992 betrieb er eine Möbelrestauration in eigener Werkstatt. 1986 schuf er dann erste Skulpturen aus Holz. 1994 wurden seine Skulpturen erstmals auf der Art Cologne präsentiert.
Seit 1992 ist er als freischaffender Bildhauer aktiv. Er lebt und arbeitet in einem denkmalgeschützten Haus in Worms-Herrnsheim. Von 1995 bis 1998 sanierte er den Schillerturm im Schlosspark des Herrnsheimer Schlosses. 1996 war er Mitbegründer der Künstlergruppe „Blickachse Worms“ mit gleichnamiger, alle drei Jahre stattfindender Kunstausstellung im Schlosspark Herrnsheim.

## Werke
Der Schwerpunkt seiner Arbeiten liegt auf großformatigen Holz- und Bronzeplastiken. Seit 1990 bestimmen die aus Holz gesägten und geschlagenen Figuren und der Kopf das bildhauerische Werk von Walter Schembs.
In seinen Werken tauchen immer wieder bestimmte Motive auf. Diese sind zum einen auf Grundformen reduzierte Stelen. Ab 1997 kommen die sogenannten Stuhlmenschen hinzu. Weitere beliebte Motive sind Ross und Reiter sowie Paare.
Bevorzugt verwendet Schembs alte Balken oder Schwellen aus Fachwerkhäusern sowie andere Fundstücke. Die überwiegend verwendeten Holzarten sind Eiche und Pappel. 
Schembs fertigt für seine Plastiken weder Modelle noch Vorskizzen an. Die Skulpturen werden direkt mit Kettensäge, Beil, Dechsel und Stechbeitel aus dem Holz herausgearbeitet. Die Bronzearbeiten bleiben trotz des wechselnden Mediums immer als genuin holzbildhauerische Erzeugnisse erkennbar. Der Metallabguss bietet eine Möglichkeit, holzbildhauerische Werke auch dauerhaft im Außenbereich zu stellen. Durch die hohe Qualität des Bronzegusses bleiben alle, für Holzskulpturen charakteristische Bearbeitungsspuren erhalten. Aus den präzisen Abgüssen lassen sich sogar noch die verwendeten Holzarten erkennen. Nach der Patinierung aufgebrachte Farbspuren, die die Aufrissmarkierungen mit Ölkreide am Original nachahmen, vervollständigen bei Schembs Plastiken das Vexierspiel im Auge des Betrachters. 
Die Güsse werden mit dem Wachsausschmelzverfahren von einer Gießerei in Mainz-Kastel hergestellt; in Auflagestärken von drei, fünf, meist aber sieben Exemplaren. Da viele der Werke stark unterschnitten sind, ist es notwendig, in mehreren Teilen zu gießen. Die einzelnen Teile werden nach dem Guss zusammengefügt und die Nähte nach dem Abschleifen durch Ziselierung so weit an die umgebenden Strukturen angepasst, dass sie nach dem Patinieren beinahe unsichtbar werden. Bemerkenswert ist die, für Bronze untypische Patina. Schwefelleber, Eisensulfat und Eisennitrat erzeugen mehr die Wirkung einer Eisenplastik.

## Ausstellungen
Schembs nahm seit Anfang der 1990er Jahre an vielen Bildhauersymposien im In- und Ausland teil und war an zahlreichen Ausstellungen beteiligt. Seit 1994 zeigte er seine Plastiken in zahlreichen Einzelausstellungen vor allem in Süddeutschland.
Arbeiten im öffentlichen Raum sind in u. a. in Darmstadt, Kronberg, Frankfurt am Main, Hanau, Kusel, Wiesbaden, Worms, Würzburg und Helsinki zu sehen.

## Ehrungen
- 2005: Kunstpreis der Stadt Walldorf.[9]